# Eleccions parlamentàries finlandeses de 1979
Les eleccions parlamentàries finlandeses del 1979 es van celebrar el 18 de març de 1979. El partit més votat fou el socialdemòcrata i el seu cap Mauno Koivisto fou nomenat primer ministre de Finlàndia.

## Resultats
Resum dels resultats electorals de 18 de març de 1979 al Parlament finlandès
|                                                                       | Partit Socialdemòcrata de Finlàndia  | 691.512   | 23,89 | 52  | -2  |
|                                                                       | Partit de la Coalició Nacional       | 626.764   | 21,65 | 47  | +12 |
|                                                                       | Lliga Democràtica Popular Finlandesa | 518.045   | 17,40 | 35  | -6  |
|                                                                       | Partit del Centre                    | 500.478   | 17,29 | 36  | +3  |
|                                                                       | Lliga Cristiana de Finlàndia         | 138.244   | 4,77  | 9   | -   |
|                                                                       | Partit Rural de Finlàndia            | 132.457   | 4,58  | 7   | +5  |
|                                                                       | Partit Popular Suec                  | 122.418   | 4,23  | 9   | -   |
|                                                                       | Partit Popular Liberal               | 106.560   | 3,68  | 4   | -5  |
|                                                                       | Partit Constitucional Popular        | 34.958    | 1,21  | 0   | -1  |
|                                                                       | Representants de les Illes Aland     | 9.286     |       | 1   |     |
|                                                                       | Total (participació 81,2%)           | 2.894.446 | 100.0 | 200 |     |
| Font: Eduskuntavaalit 1927–2003 Arxivat 2007-10-02 a Wayback Machine. |                                      |           |       |     |     |